# Parque de la Maquinista de Sant Andreu
El parque de la Maquinista de Sant Andreu se encuentra en el distrito de San Andrés de Barcelona. Fue diseñado por el equipo de arquitectos L-35 (Juan Fernando de Mendoza y José Ignacio Galán) e inaugurado el año 2000.

## Historia
El parque está situado en los terrenos de La Maquinista Terrestre y Marítima, una empresa de construcción de máquinas ferroviarias fundada en 1855 en la Barceloneta, y que en 1920 se trasladó a San Andrés de Palomar. En 1993 la empresa se trasladó de nuevo, esta vez ya fuera de Barcelona, a Santa Perpetua de Moguda. Entonces los terrenos pasaron a titularidad pública, siendo una parte de ellos destinados al parque y otra parte a la construcción de un gran centro comercial, conocido igualmente como La Maquinista.

## Descripción

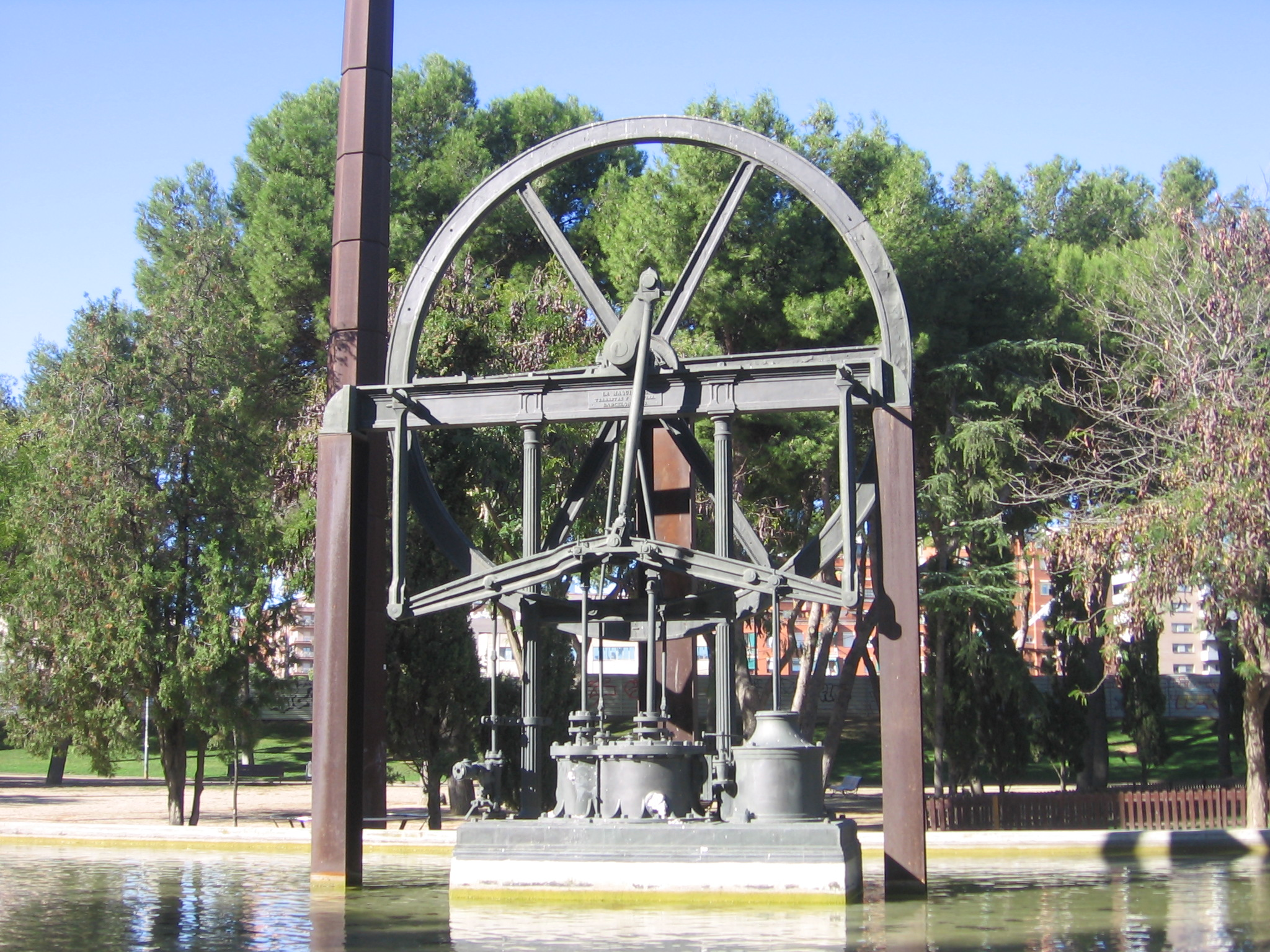
Rueda de la fábrica situada en el lago.

El parque está abierto a las vías adyacentes, y constituye un gran espacio con zonas verdes y diferentes ámbitos de recreo y de servicios, como área para perros, zona de juegos infantiles y mesas de ping-pong. En el centro se encuentra un lago con forma de gajo de naranja, llamado Estanque Narcís Monturiol, que es el elemento más destacado del parque, en cuyo extremo se conserva un edificio de hierro con forma de barco, obra de Juan Fernando de Mendoza, que actualmente alberga el Museo Macosa MTM, el cual contiene documentación, planos, fotografías, maquetas y objetos históricos de la empresa (actualmente está cerrado). Asimismo, del agua del lago sobresale una gran rueda de la maquinaria de la fábrica, colocada como si fuese una escultura. Se trata de la rueda de transmisión de la primera máquina de vapor que la fábrica había utilizado en su primer emplazamiento en la Barceloneta, y que se trajo a San Andrés de Palomar en 1963 como elemento decorativo.

## Vegetación
Entre las especies presentes en el parque se hallan: la encina (Quercus ilex), el olivo (Olea europaea), el roble (Quercus pubescens), el ciprés (Cupressus sempervirens), el álamo blanco (Populus alba), la tipuana (Tipuana tipu), el pino carrasco (Pinus halepensis), el plátano (Platanus x hispanica), el ailanto (Ailantus altissima), la yuca (Yucca gigantea), el palmito (Chamaerops humilis), la acacia de tres espinas (Gleditsia triacanthos) y el sauce llorón (Salix babylonica).